# 22 mars
Pour les articles homonymes, voir Vingt-Deux-Mars.
22 février 22 avril
Chronologies thématiques
- Croisades
- Ferroviaires
- Sports
- Disney
- Anarchisme
- Catholicisme

Abréviations / Voir aussi
- (° 1852) = né en 1852
- († 1885) = mort en 1885
- a.s. = calendrier julien
- n.s. = calendrier grégorien
- Calendrier
- Calendrier perpétuel
- Liste de calendriers
- Naissances du jour

Le 22 mars est le 81e jour, moins souvent le 82e, de l'année du calendrier grégorien ; il en reste ensuite 284.
C'était généralement le 2e jour du mois de germinal dans le calendrier républicain français officiellement dénommé jour du platane.

## Événements

### IIIesiècle
- 238 : Gordien II devient empereur romain.

### XIIesiècle
- 1185 : victoire des Minamoto sur les Taira lors de la bataille de Yashima.

### XIVesiècle
- 1312 : fulmination de la bulle pontificale Vox in excelso ordonnant l'abolition définitive de l'ordre du Temple par le pape Clément V.

### XVesiècle
- 1421 : victoire franco-écossaise à la bataille de Baugé pendant la guerre de Cent Ans.
- 1499 : bataille de Bruderholz qui oppose les Confédérés suisses et la ligue de Souabe sur le plateau du Bruderholz lors de la guerre de Souabe.

### XVIesiècle
- 1594 : le gouverneur Brissac ouvre les portes de Paris au roi de France Henri IV.

### XVIIesiècle
- 1622 : massacre indien de 1622, lors duquel les amérindiens Powhatans massacrent les colons anglais de Virginie (347 morts).

### XVIIIesiècle
- 1765 : promulgation du Stamp Act par le Parlement britannique dans les Treize Colonies américaines.
- 1795 : bataille de Saint-Florent-le-Vieil pendant la guerre de Vendée.

### XIXesiècle
- 1833 : signature à Berlin en Allemagne d'un traité d'unification douanière entre, d'une part, la Bavière et le Wurtemberg et, de l'autre, la Prusse et la Hesse-Darmstadt. Metternich ne peut s'opposer à l'adhésion dans les mois suivants de la plupart des États allemands, un phénomène qui illustre la prépondérance de la Prusse.
- 1841 : promulgation en France de la loi interdisant le travail des enfants de moins de 8 ans.
- 1848 :
  - vingt mille soldats autrichiens de Radetzky sont chassés par une révolte populaire à Milan.
  - proclamation de la République de Saint-Marc à Venise.
- 1849 : victoire autrichienne à la bataille de Novare, qui met fin à la première guerre d'indépendance italienne.
- 1871 : l'appel du 22 mars énonce que les membres de l'assemblée municipale (Commune de Paris), sans cesse contrôlés, surveillés, discutés par l'opinion, sont révocables, comptables et responsables, et que leur mandat est impératif.

### XXesiècle
- 1935 : l'Allemagne est le premier pays européen à émettre un programme régulier de télévision[1]. Chaque lundi, mercredi et samedi sont présentés entre 20h30 et 22h des films et une sélection de l'actualité hebdomadaire. Les récepteurs de télévision étant encore extrêmement chers, des salles de télévision publique ont été installées qui permettent aux Berlinois de découvrir leurs premières animatrices.
- 1940 : Paul Reynaud est nommé président du Conseil et ministre des Affaires étrangères par le président français Albert Lebrun.
- 1945 : fondation de la Ligue arabe au Caire.
- 1958 : Aimé Césaire fonde le Parti progressiste martiniquais.
- 1968 : en France, le Mouvement du 22 Mars, de Daniel Cohn-Bendit, occupe certains locaux de l'université de Nanterre, en prologue aux événements de Mai 68.
- 1973 : le général Soeharto, président d'Indonésie et seul candidat en lice, est réélu pour cinq ans (il en sera de même en 1978, 1983, 1988, 1993 et 1998).
- 1977 : chute du cabinet Den Uyl aux Pays-Bas.
- 1979 : résolution 446 du Conseil de sécurité des Nations unies (plaintes contre les installations d'Israël dans les territoires occupés par Israël pendant la guerre des Six Jours).
- 1982 : lancement de l'opération Victoire indéniable, pendant la guerre Iran-Irak, les troupes iraniennes de Khomeyni se lançant dans une offensive d'envergure, et récupérant les territoires occupés par les Irakiens.
- 1985 : enlèvement à Beyrouth, au Liban, de deux diplomates français, Marcel Carton et Marcel Fontaine.
- 1986 : en Italie, le banquier Michele Sindona, condamné à perpétuité, est trouvé mort dans sa cellule ; son café contenait du cyanure.
- 1987 : l'armée tchadienne reprend Ouadi-Doum aux Libyens, pendant la guerre des Toyota.
- 1993 : première journée mondiale de l'eau.
- 1997 : à Saint-Casimir, dans le comté de Portneuf, au Québec, 5 membres de l'ordre du Temple solaire périssent dans l'incendie d'une résidence appartenant à deux membres de la secte. Trois adolescents sont retrouvés vivants dans un atelier près de la maison.
- 2000 : après avoir baisé le sol de Bethléem devant Yasser Arafat, le pape Jean-Paul II entame l'étape palestinienne de son voyage en Terre sainte.

### XXIesiècle
- 2003 :
  - réouverture progressive des plages des Pyrénées-Atlantiques fermées en raison de la pollution du pétrolier Prestige.
  - Des microbiologistes de l'université de Hong Kong annoncent avoir découvert ce qui pourrait être le virus à l'origine de l'épidémie du syndrome respiratoire aigu sévère (SRAS), qui a fait onze morts depuis trois semaines dans le monde, et ont mis au point un test de dépistage de la maladie.
- 2004 : le cheikh Yassine est tué dans un raid israélien.
- 2006 : l'organisation séparatiste basque ETA. annonce un cessez-le-feu permanent en Espagne en justifiant sa décision par la nécessité de « faire avancer le processus démocratique au Pays basque, afin de construire un nouveau cadre, dans lequel [leurs] droits en tant que peuple seront reconnus ».
- 2010 : l'agence météorologique des Nations unies déclare que l'année 2009 a été la cinquième la plus chaude depuis 1850.
- 2016 : attentats à Bruxelles.
- 2017 : plusieurs vétérans des tirailleurs africains de l'Armée française (dont le Sénégalais Yoro Diao) sont décorés de la Légion d'Honneur en France par le Président de la République François Hollande, une cérémonie pour leur naturalisation française consécutive ayant lieu quelques jours plus tard en avril, au Palais présidentiel de l'Élysée[2],[3].
- 2020 : les élections législatives et un référendum constitutionnel ont lieu simultanément en Guinée afin de renouveler les 114 membres de l'Assemblée nationale du pays et la population doit se prononcer sur l'adoption d'une nouvelle constitution proposée par le président Alpha Condé[4].
- 2021 : attentat à Guangzhou.
- 2024 : un attentat dans une salle de concert (photo) à Krasnogorsk, dans la banlieue de Moscou, fait au moins 137 morts et est revendiqué par l'État islamique.

## Arts, culture et religion
- 1648 : inauguration de la chapelle de la Vierge du couvent des filles de la Madeleine / Madelonnettes en présence de la reine mère de France et régente Anne d'Autriche, couvent devenu prison et qui sera démoli en 1866.
- 1784 : déplacement du Bouddha d'émeraude.
- 1939 : début du tournage du film Fric-Frac avec Arletty, Michel Simon et Fernandel.
- 1963 : Please, Please Me devient le premier succès numéro 1 des Beatles en Grande-Bretagne.

## Sciences et techniques

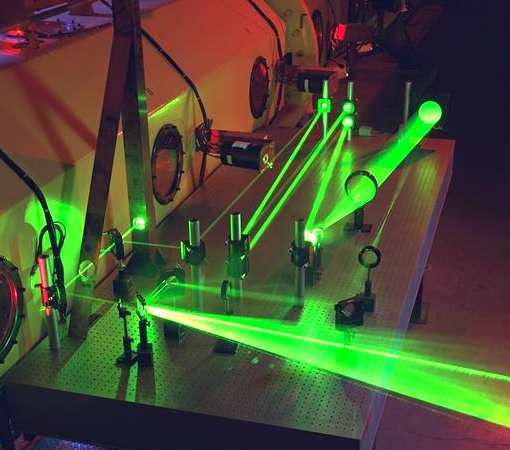
Laser optique.

- 1960 : le brevet du laser (photographie ci-contre) est déposé par Charles Townes et Arthur Schawlow.
- 1987 : première version (0.9) du compilateur GCC[5].
- 2017 :
  - l'Organisation météorologique mondiale ajoute douze types de nuage à l'Atlas international des nuages dont c'est la première mise à jour depuis 1986[6] ;
  - la station de radio normande Tendance Ouest installe un studio à bord du sous-marin "quinquagénaire" Le redoutable pour six heures de direct[7].

## Économie et société
- 1963 : l'affaire Profumo défraie la chronique en Grande-Bretagne[8].
- 2016 : attentats terroristes à Bruxelles entraînant 32 morts et 340 blessés.
- 2017 : attentat terroriste à Londres causant 4 morts et 40 blessés.
- 2020 : séisme de magnitude 5.4 provoquant d'importants dégâts à Zagreb en Croatie[9].
- 2021 : 
  - au Bangladesh, à Cox's Bazar, un incendie dans un camp de réfugiés fait 15 morts, 560 blessés et 400 disparus[10].

- - aux États-Unis, dix personnes sont tuées lors d'une fusillade perpétrée dans l'enceinte du supermarché King Soopers de Boulder.
- 2024 : un attentat dans une salle de concert (photo) à Krasnogorsk, dans la banlieue de Moscou, fait au moins 137 morts et est revendiqué par l'État islamique.

## Naissances

### XVesiècle
- 1459 : Maximilien Ier du Saint-Empire, empereur romain germanique († 12 janvier 1519).

### XVIIesiècle
- 1609 : Jean II Casimir Vasa, roi de Pologne († 16 décembre 1672).

### XVIIIesiècle
- 1727 : Jean-Frédéric de La Tour du Pin Gouvernet, militaire et homme politique français († 28 avril 1794).
- 1785 : Adam Sedgwick, géologue britannique († 27 janvier 1873).
- 1786 : Joachim Lelewel, historien, numismate et homme politique polonais († 29 mai 1861).
- 1797 : Guillaume Ier, cinquième roi de Prusse de 1861 à 1888, puis premier empereur allemand de 1871 à 1888 († 9 mars 1888).

### XIXesiècle
- 1802 : Johann Martin Bernatz, peintre allemand († 19 décembre 1878).

- 1809 : Albrecht von Bernstorff, diplomate prussien († 26 mars 1873).
- 1837 : Virginia de Castiglione, aristocrate et espionne piémontaise († 28 novembre 1899).
- 1847 : Georges de Villebois-Mareuil, colonel français († 5 avril 1900).
- 1852 :
  - Hubert Jacob Ludwig, zoologiste, mycologue, chercheur, professeur et conservateur de musée allemand († 17 novembre 1913).
  - Hector-Irénée Sevin, cardinal français, archevêque de Lyon († 4 mai 1916).
- 1855 : Karl Madsen, peintre et historien d'art danois († 16 avril 1938).
- 1857 : Paul Doumer, homme d'État français, président de la République française du 13 juin 1931 au 7 mai 1932 († 7 mai 1932).
- 1878 : Michel Théato, athlète luxembourgeois courant pour la France, champion olympique du marathon († 2 avril 1923).
- 1879 : Léon Deubel, poète français († 12 juin 1913).
- 1881 : 
  - Henriette Moriamé, résistante et religieuse française († 24 août 1918).
  - Hans Wilsdorf, horloger et homme d'affaires germano-britannique († 6 juillet 1960).
- 1887 : Chico Marx, acteur américain, un des Marx Brothers († 11 octobre 1961).
- 1897 : Pierre de Gaulle, résistant et homme politique français, frère du général de Gaulle († 26 décembre 1959).

### XXesiècle
- 1903 : Caspar John (en), amiral britannique († 11 juillet 1984).
- 1907 : Lúcia dos Santos, voyante de Fatima († 13 février 2005).
- 1908 : Jack Crawford, joueur de tennis australien († 10 septembre 1991).
- 1909 : Gabrielle Roy, écrivaine canadienne († 13 juillet 1983).
- 1910 : Nicholas Monsarrat, romancier britannique († 8 août 1979).
- 1912 :
  - François Gall, peintre hongrois puis français († 9 décembre 1987).
  - Karl Malden, acteur et réalisateur américain († 1er juillet 2009).
  - Agnès Martin, artiste peintre canado-américaine († 16 décembre 2004).
- 1915 : Erling Kongshaug, tireur sportif norvégien, champion olympique († 14 septembre 1993).
- 1917 :
  - Hélène Duc (Marcelle Duc dite), comédienne française († 23 novembre 2014).
  - Virginia Grey, actrice américaine († 31 juillet 2004).
- 1918 : Joseph Diangienda, chef religieux congolais puis zaïrois († 8 juillet 1992).
- 1920 :
  - James Brown, acteur américain († 11 avril 1992).
  - Ross Martin, acteur américain († 3 juillet 1981).
  - Werner Klemperer, acteur américain d'origine allemande, le colonel Klink de la série télévisée Papa Schultz († 6 décembre 2000).
  - Lloyd MacPhail, homme politique canadien et 23e lieutenant-gouverneur de l’Île-du-Prince-Édouard († 2 juillet 1995).
  - Francis Rigaud, réalisateur, scénariste et producteur français de films devenu centenaire.
- 1921 : 
  - Jean Bruce, écrivain français († 26 mars 1963).
  - Nino Manfredi, acteur et réalisateur italien († 4 juin 2004).
- 1923 : Marcel Marceau, mime français († 22 septembre 2007).
- 1924 :
  - René Arrieu, comédien français († 6 juin 1982).
  - Pierre Bois, médecin et administrateur universitaire québécois († 30 septembre 2011).
  - Leonid Stanislavskyi (Леонід Станіславський), tennisman soviétique ukrainien vétéran professionnel mondial du tennis[11],[12].
  - Henri Virlogeux, acteur français († 19 décembre 1995).
- 1925 : Gilles Pelletier, acteur québécois († 5 septembre 2018).
- 1929 : 
  - P. Ramlee, acteur, réalisateur et musicien malaisien († 29 mai 1973).
  - Yayoi Kusama, artiste contemporaine japonaise avant-gardiste, peintre, sculptrice et écrivaine.
- 1930 : 
  - Arlette Ben Hamo, athlète d'épreuves combinées française.
  - Stephen Sondheim, compositeur et parolier américain de comédies musicales de Broadway († 26 novembre 2021).
- 1931 :
  - Jacqueline Monsigny, romancière, scénariste, actrice, speakerine, et animatrice de télévision française († 15 août 2017).
  - William Shatner, acteur canadien.
- 1933 :
  - May Britt, actrice suédoise.
  - Michel Hidalgo, footballeur puis sélectionneur international français († 26 mars 2020).
- 1935 :
  - Lea Pericoli, joueuse de tennis professionnelle italienne.
  - M. Emmet Walsh (Michael Emmet Walsh dit), acteur américain.
- 1936 : 
  - Marcel Rozier, cavalier français, champion olympique.
  - Roger Whittaker, chanteur et compositeur britannique. († 12 septembre 2023).
- 1937 :
  - Angelo Badalamenti, compositeur et arrangeur musical américain († 11 décembre 2022).
  - Georges Groussard, champion cycliste français et breton fougerais.
  - Armin Hary, athlète allemand spécialiste du sprint, double champion olympique.
- 1940 :
  - Dave Keon, joueur de hockey sur glace canadien.
  - Haing S. Ngor, acteur américain d’origine cambodgienne († 25 février 1996).
- 1941 :
  - Jeremy Clyde (en), acteur et musicien britannique du duo Chad & Jeremy.
  - Bruno Ganz, acteur suisse († 16 février 2019).
- 1942 : 
  - Alain Gottvallès, nageur français († 28 février 2008).
  - Dick Pound (Richard W. D. Pound), nageur et gestionnaire de sport canadien, président de l'Agence mondiale antidopage.
- 1943 :
  - George Benson, chanteur et guitariste américain.
  - Lynn Burke, nageuse américaine, double championne olympique.
  - Keith Relf, chanteur et harmoniciste britannique du groupe The Yardbirds († 14 mai 1976).
- 1944 : Jean Saint-Josse, homme politique français candidat à des élections présidentielles pour "Chasse, pêche, nature, traditions".
- 1945 : Paul Schockemöhle, cavalier allemand.
- 1947 :
  - Erik Orsenna, écrivain et académicien français.
  - James Patterson, romancier et scénariste américain.
  - Afanasijs Kuzmins, tireur sportif letton, champion olympique.
- 1948 :
  - Randy Jo Hobbs, bassiste américain du groupe The McCoys († 5 août 1993).
  - Andrew Lloyd Webber, compositeur britannique de comédies musicales.
- 1949 :
  - Fanny Ardant, actrice française.
  - Jean-Michel Aulas, homme d'affaires français.
- 1950 : Goran Bregović, musicien et compositeur yougoslave.
- 1951 : Moussa Manarov, cosmonaute d'Azerbaïdjan.
- 1952 : Jean-Claude Mourlevat, écrivain français.
- 1955 :
  - Éric Beugnot, basketteur français.
  - Lena Olin, actrice suédoise.
  - Sonny Parker, basketteur américain.
- 1956 :
  - Christian Charmetant, acteur français.
  - María Teresa Mestre, grande-duchesse de Luxembourg.
- 1957 :
  - Jacek Kaczmarski, chanteur politique polonais († 10 avril 2004).
  - Stephanie Mills, chanteuse et actrice américaine.
- 1959 : Matthew Modine, acteur américain.
- 1960 : Helena Lemkovitch, chanteuse, choriste et danseuse belge francophone, du trio jazzy Lou and the Hollywood Bananas.
- 1962 :
  - Steve Dillon, dessinateur de comics britannique († 22 octobre 2016).
  - Mahmoud Sadeghi, homme politique iranien.
- 1963 : 
  - Deborah Bull, danseuse, écrivaine et animatrice britannique.
  - Martín Vizcarra, homme d'état péruvien.
- 1964 : 
  - Ioana Badea, rameuse d'aviron roumaine, championne olympique.
  - Manuel Pradal, réalisateur et scénariste français († 13 mai 2017).
- 1965 : 
  - Ice MC (Ian Campbell dit), chanteur jamaïco-britannique d'Eurodance.
  - John Kordic, joueur de hockey sur glace canadien († 8 août 1992).
- 1966 :
  - Todd Ewen, joueur de hockey sur glace canadien († 19 septembre 2015).
  - Suleyman Kerimov, économiste et homme d'affaires député du parti libéral démocratique de Russie à la Douma.
- 1967 : Christophe Gagliano, judoka français, médaillé olympique.
- 1968 : 
  - Jacques-Henri Eyraud, homme d'affaires français, président de l'Olympique de Marseille depuis 2016.
  - Mikaël Ollivier, écrivain et scénariste français.
- 1970 : 
  - Lucy Cooke, zoologue britannique.
  - Hwang Young-cho, marathonien sud-coréen, champion olympique.
  - Leontien van Moorsel, coureuse cycliste néerlandaise, quadruple championne olympique.
- 1971 : Steve Hewitt, musicien anglais, batteur du groupe Placebo.
- 1972 : 
  - Jocelyn Gourvennec, footballeur, entraîneur puis consultant TV français.
  - Christophe Revault, footballeur puis entraîneur français.
  - Elvis Stojko, patineur artistique canadien.
- 1975 : Mohamed Ziane, footballeur algérien.
- 1976 : 
  - Reese Witherspoon, actrice américaine.
  - Kelly Shagninye Williams, actrice américaine.
- 1978 : Disiz (Sérigne M'Baye Gueye dit), rappeur français.
- 1979 :
  - Vani Hari, blogueuse culinaire américaine.
  - Claudia Letizia, danseuse, actrice, et mannequin italienne.
  - Aaron North, musicien américain, guitariste de Nine Inch Nails.
  - Staņislavs Olijars, athlète letton, pratiquant le 110 mètres haies.
- 1980 : Sherwin Vries, athlète de sprint sud-africain.
- 1981 : Jürgen Melzer, joueur de tennis autrichien.
- 1982 : Michael Janyk, skieur canadien.
- 1983 : 
  - Bunga Citra Lestari, chanteuse indonésienne.
  - Audrey Stevenson, jeune chrétienne, « servante de Dieu » († 22 octobre 1991).
- 1984 : Zhang Zilin, mannequin, reine de beauté et actrice chinoise, Miss Monde 2007.
- 1985 : Jakob Fuglsang, cycliste sur route danois.
- 1986 : Boram (Jeon Bo Ram dite), actrice et chanteuse sud-coréenne du groupe T-ara.
- 1987 :
  - Mateusz Kasperzec, basketteur franco-polonais.
  - Ludovic Sané, footballeur franco-sénégalais.
- 1988 :
  - Tania Raymonde, actrice américaine.
  - Geoffrey Soupe, cycliste sur route français.
- 1989 : Joselito Adame, matador mexicain.
- 1992 : Walter Tavares, basketteur cap-verdien.
- 1993 :
  - Dimitri Foulquier, footballeur français.
  - Mick Hazen, acteur américain.
  - Christopher Jullien, footballeur français.
- 1999 : Mick Schumacher, pilote automobile allemand, fils de Michael Schumacher.
- 2000 : Luca Orellano, footballeur argentin.

### XXIesiècle
- 2017 : Mercy, enfant nigériane née sur un navire après le sauvetage de sa mère par une ONG de la noyade[13],[14],[15].

## Décès

### IXesiècle
- Entre 862 & 866 : Conrad Ier de Bourgogne, comte de Paris et comte d'Auxerre (° vers 800).

### XIesiècle
- 1081 : Boleslas II de Pologne, roi de Pologne (° 1042).

### XIIIesiècle
- 1201 : Iaroslav d'Opole, évêque polonais de Wrocław (°C. 1143).
- 1219 : Henri Kietlicz, archevêque polonais de Gniezno (°C.1150).
- 1245 : Roger Ier d'Armagnac, vicomte de Fézensaguet (°C. 1190).

### XVesiècle
- 1461 : Bertrand V de La Tour d'Auvergne, comte d'Auvergne et de Boulogne (°C. 1400).
- 1471 : Georges de Bohême (Jiří z Poděbrad), roi de Bohème (° 6 avril 1420).

### XVIIesiècle
- 1602 : Agostino Carracci, peintre italien (° 16 août 1557).
- 1685 : Go-Sai, 111e empereur du Japon (° 1er janvier 1638).
- 1687 : Jean-Baptiste Lully, musicien français d'origine italienne (° 28 novembre 1632).

### XVIIIesiècle
- 1758 : Jonathan Edwards, théologien et métaphysicien américain (° 5 octobre 1703).
- 1767 : Johann-Peter Süssmilch, démographe allemand (° 3 septembre 1707).
- 1772 : John Canton, physicien britannique (° 13 juillet 1718).

### XIXesiècle
- 1832 : Johann Wolfgang von Goethe, écrivain et poète allemand (° 28 août 1749).
- 1845 : Cassandra Austen, peintre et aquarelliste britannique (° 9 janvier 1773).
- 1851 : Göran Wahlenberg, botaniste suédois (° 1er octobre 1780).
- 1852 : Auguste Frédéric Louis Viesse de Marmont, maréchal d'Empire, duc de Raguse (° 20 juillet 1774).
- 1885 : Alfred de Knyff,  artiste peintre de paysages belge de l'École de Barbizon (° 20 mars 1819).
- 1886 :
  - François Fialeix, maître-verrier français (° 9 février 1818).
  - Gustave Hansotte, architecte belge (° 25 mai 1827).

### XXesiècle
- 1913 : Pierre-Louis Pierson, photographe portraitiste français (° 13 décembre 1822).
- 1924 : Robert Nivelle, général(issime) de division commandant en chef des armées françaises de 1916 à 1917 (° 15 octobre 1856).
- 1925 : Alexandre Miasnikian, homme politique soviétique (° 9 février 1886).
- 1938 : Hermann Schubert, homme politique allemand (° 26 janvier 1886).
- 1944 : Pierre Brossolette, homme politique français et dirigeant de la Résistance française (° 25 juin 1903).
- 1946 : Clemens August von Galen, cardinal allemand, évêque de Münster déclaré bienheureux (° 16 mars 1878).
- 1956 : Mostefa Ben Boulaïd, l'un des neuf chefs historiques de la révolution algérienne (° 5 février 1917).
- 1958 :
  - Jean Debucourt, acteur et metteur en scène français, sociétaire de la Comédie-Française (° 19 janvier 1894).
  - Mike Todd, producteur américain de théâtre et de cinéma (° 22 juin 1909).
- 1964 : Paul Goy, médecin et poète français (° 6 janvier 1883).
- 1986 :
  - Mark Dinning (en), chanteur américain (° 17 août 1933).
  - Charles Starrett, acteur américain (° 28 mars 1903).
- 1988 : 
  - Eugène Ribère, joueur de rugby français (° 14 juin 1902).
  - André Saeys, footballeur belge (° 20 février 1911).
- 1990 : Gerald Bull, ingénieur et fabricant d'armes canadien (° 9 mars 1928).
- 1991 :
  - Léon Balcer, homme politique canadien (° 13 octobre 1917).
  - Dave Guard (en), chanteur, instrumentiste et compositeur américain du groupe The Kingston Trio (° 19 octobre 1934).
  - Gloria Holden, actrice américaine d’origine britannique (° 5 septembre 1908).
- 1992 : Androkli Kostallari, linguiste et journaliste albanais (° 7 novembre 1922).
- 1994 : Walter Lantz, auteur de dessins animés (° 27 avril 1899).
- 1996 :
  - Don Murray (en), batteur américain du groupe The Turtles (° 8 novembre 1945).
  - Robert F. Overmyer, astronaute américain (° 14 juillet 1936).
- 1999 :
  - Max Beloff, historien britannique (° 2 juillet 1913).
  - David Strickland (en), acteur américain (° 14 octobre 1969).

### XXIesiècle
- 2001 : William Hanna, auteur de dessins animés (° 14 juillet 1910).
- 2004 : cheikh Ahmed Yassine, chef spirituel du mouvement palestinien Hamas (° 1er janvier ? 1937).
- 2005 : Kenzō Tange, architecte et urbaniste japonais (° 4 septembre 1913).
- 2006 :
  - Pierre Clostermann, aviateur français (° 28 février 1921)
  - Pío Leiva, chanteur cubain du Buena Vista Social Club (° 5 mai 1917).
- 2008 :
  - Israel « Cachao » López, bassiste et compositeur cubain, considéré comme l' « inventeur » du mambo (° 14 septembre 1918).
  - Adolfo Antonio Suárez Rivera, cardinal mexicain, archevêque émérite de Monterrey (° 9 janvier 1927).
  - Arne Skarpsno, philanthrope norvégien, connu comme le « père des enfants des rues » (° 7 mai 1926).
- 2009 : 
  - Steve Doll, catcheur (° 9 décembre 1960).
  - Barbara Stokes, pédiatre irlandaise (° 20 décembre 1922).
- 2011 :
  - Victor Bouchard, pianiste duettiste québécois avec son épouse Renée Morisset (° 11 avril 1926).
  - Olivier Raoux, décorateur de cinéma français (° 10 avril 1961).
- 2014 : Patrice Wymore, actrice américaine, veuve d'Errol Flynn (° 17 décembre 1926).
- 2016 : André Brincourt, journaliste et écrivain français (° 8 novembre 1920).
- 2017 :
  - Agustí Montal Costa, économiste et chef d'entreprise espagnol (° 5 avril 1934).
  - Pete Hamilton, pilote de NASCAR américain (° 20 juillet 1942).
  - Ronnie Moran, footballeur et entraîneur anglais (° 28 février 1934).
- 2018 : Richard Frank « Dick » Gamble, hockeyeur professionnel canadien (° 16 novembre 1928).
- 2021 : Guy Brice Parfait Kolélas, économiste et haut fonctionnaire congolais opposant à Sassou-Nguesso (° 6 août 1959).
- 2022 : 
  - Elspeth Howe, femme politique britannique (° 8 février 1932).
  - Pierre Papadiamandis (dit Diamandis), pianiste et compositeur franco-grec (° 31 janvier 1937).
- 2023 :
  - Jacky Fanjaud, plongeur et archéologue français, découvreur de l'Éphèbe d'Agde, statue du IVe siècle av. J.-C (° 21 juillet 1933).
  - Marie-Thérèse Join-Lambert, haute fonctionnaire française (° 1er octobre 1936).
  - Rebecca Jones, actrice mexicaine (° 21 mai 1957).
  - Anthony Knapp, footballeur puis entraîneur anglais (° 13 octobre 1936).
  - Jean Lecoultre, peintre suisse (° 9 juin 1930).
  - Jean-Guy Roy, consultant en communication canadien (° 3 juin 1953).
  - Lucy Salani, femme trans italienne, ayant survécu aux camps de concentration nazis (° 12 août 1924).
  - Vera Sós, mathématicienne hongroise (° 11 septembre 1930).
- 2024 :
  - Laurent de Brunhoff, auteur et illustrateur français (° 30 août 1925).
  - Francisco Gil Craviotto, écrivain, journaliste, romancier et traducteur espagnol (° 13 février 1933).

## Célébrations

### Internationale
- Journée mondiale de l'eau[16] instaurée par l'Organisation des Nations unies (ONU).

### Nationale
- Porto Rico (Caraïbes) : día de la abolición de la esclavitud / journée de l'abolition de l'esclavage[17].

### Religieuse
- Fêtes religieuses romaines : quatrième et avant-dernier jour des Quinquatries (ou Quinquatria(e), de Quinquatrus renvoyant en latin à la durée de 5 jours que prirent ces festivités au fil du temps), en l'honneur de la déesse Minerve (l'Athéna des anciens Grecs).

### Saints des Églises chrétiennes

#### Saints des Églises catholiques et orthodoxes
Saints des Églises catholiques et orthodoxes :
- Basile († 363), prêtre martyr à Ancyre.
- Callinique et Basilisse († IIIe siècle), martyres en Galacie.
- Darerca († Ve siècle), sœur de saint Patrick (du 17 mars).
- Diogène d'Arras († 390), évêque évangélisateur des atrébates.
- Épaphrodite de Philippes († Ier siècle), évêque de Philippes en Macédoine et de Terracina en Italie, l'un des septante disciples.
- Failbe d'Iona († 680), abbé.
- Léa († 384), disciple de saint Jérôme (de Stridon), religieuse à Ostie.
- Octavien († 484), diacre et ses compagnons, martyrisés à Carthage par les Vandales.
- Paul de Narbonne († Ier siècle), 1er évêque de Narbonne.
- Renelde et ses compagnons († 680), martyrs - fêté aussi le 16 juillet.

#### Saints et bienheureux des Églises catholiques
Saints et bienheureux des Églises catholiques :
- Bienvenu Scotivoli (it) († 1282), évêque d'Osimo.
- Bronislas Komorowski († 1940), bienheureux prêtre polonais martyr au camp de Struthof.
- Clemens August von Galen († 1946), bienheureux évêque allemand.
- Elkom de Lidlom († 1336), bienheureux abbé.
- François Chartier († 1794), bienheureux prêtre français martyr à Angers sous la Révolution française.
- Marian Górecki († 1940), bienheureux prêtre polonais, aumônier des scouts, martyr au camp de Struthof comme précédemment.
- Nicholas Owen († 1606), jésuite, martyr à Londres.
- Ugolin Zéfirini (pl) († 1367), augustin à Cortone.

#### Saints des Églises orthodoxes (aux dates parfois  «juliennes»/ orientales)
Saints des Églises orthodoxes :
- Euthyme († 1814), Euthyme l'Athonite, néo-martyr grec.

### Prénoms du jour
Bonne fête aux :
- Léa et ses variantes : Léah, Lia, voire Leona, Léona, Lionel(l)a, etc. (voir 10 novembre pour Léo, Léonard, Léon, Lionel, etc., 1er février pour les Ella ou 18 août pour les Hélène et leurs variantes).

Et aussi aux :
- Darerca et ses variantes ou dérivés bretons : Darerea, Darerque, etc.
- Aux Épaphrodite,
- ou aux Paul.

## Traditions et superstitions

### Dictons
- « Le vent de la sainte-Léa, les trois quarts de l'année couvrira. »[20]

### Astrologie
- Signe du zodiaque : 2e jour du signe astrologique du Bélier.

## Toponymie
De nombreuses voies, places ainsi que des sites et édifices portent le nom de cette date en langue française et figurent dans la page d'homonymie Vingt-Deux-Mars .